# Adelia
Adelia är en kortform av det tyska kvinnonamnet Adelheid som är sammansatt av ord som betyder ädel och ljus. Namnet Adelia har använts i Sverige sedan åtminstone 1827 och var som mest populärt under 1800-talets senare hälft.
Det är en (ofta italiensk) variant av namnet Adela (franskans Adèle) och har sitt ursprung i ett gammalt tyskt och nordiskt ord som betyder ’ädel’. Andra namn som innehåller det här ordet är det tyska Adelaide. En fransk variant av Adelia är Adélie.
Den 31 december 2022 fanns det totalt 525 kvinnor folkbokförda i Sverige med namnet Adelia, varav 230 bar det som tilltalsnamn. Motsvarande siffror för Adelie var 68 respektive 36.
Namnsdag i Sverige: 5 september, men ingår inte namnlängden

Namnsdag i Finland (finlandssvenska namnlängden): saknas